# Lulu (album)
Pour les articles homonymes, voir Lulu.
Albums par Lou Reed
Hudson River Wind Meditations
(2007)
Albums par Metallica
Death Magnetic
(2008) Hardwired… to Self-Destruct
(2016)
Lulu est le nom d'un album sorti le 31 octobre 2011, marquant la collaboration entre Lou Reed et le groupe Metallica. C'est le dernier album de Lou Reed qui meurt deux ans plus tard et le dixième de Metallica.
Les textes chantés par Lou Reed tout au long de l'album sont inspirés par deux pièces écrites par l'Allemand Frank Wedekind. Sur une musique metal composée par Metallica se posent les textes de Lou Reed, qui utilise à cette occasion le parlé-chanté qui lui est familier depuis ses débuts avec le Velvet Underground (par ex. The Gift).
Lors d'interviews promotionnelles, Lou Reed et James Hetfield ont indiqué ne pas vouloir faire un album « à la Metallica » ou un album « à la Lou Reed ». Cet album détonne au sein des discographies respectives de Metallica et de Lou Reed.
Junior Dad est le titre qui conclut l'album. Chanson d'une durée très longue (presque 20 minutes), elle se divise en deux tableaux, chacun durant environ 10 minutes :
- le premier, dans la lignée des autres morceaux, sur une musique précise de Metallica, Lou appose sa voix en finesse.
- le second tableau est une invitation musicale philosophique au Taiji Quan, pratique zen à laquelle Lou Reed s'adonne depuis la découverte de sa maladie. Il est totalement instrumental.

En concert, Lou Reed joue ce morceau entouré de nombreux musiciens, lesquels participent tous ensemble au finale instrumental, donnant ainsi à ce titre une dimension sonore et musicale unique. Ce titre fut considéré par certains comme l'accomplissement de l'écriture de Lou Reed, voire son testament musical.
L'album a reçu des critiques très négatives, en particulier auprès des fans de Metallica. Cependant David Bowie, ami de Lou Reed, considère qu’il s’agit d’une de ses plus grandes réussites voire de son chef-d’œuvre. 

## Liste des titres
Toutes les paroles sont écrites par Lou Reed, toute la musique est composée par Lou Reed & Metallica.
| No  | Titre            | Durée |
| --- | ---------------- | ----- |
| 1.  | Brandenburg Gate | 04:19 |
| 2.  | The View         | 05:17 |
| 3.  | Pumping Blood    | 07:24 |
| 4.  | Mistress Dread   | 06:52 |
| 5.  | Iced Honey       | 04:36 |
| 6.  | Cheat on Me      | 11:26 |
| 7.  | Frustration      | 08:33 |
| 8.  | Little Dog       | 08:01 |
| 9.  | Dragon           | 11:08 |
| 10. | Junior Dad       | 19:28 |

Sur le vinyle, la face A comporte les titres 1 à 4, la face B les titres 5 à 7, puis la face C les titres 8 et 9 et la D la chanson Junior Dad. La version CD reprend les faces A et B pour le premier disque et C et D pour le second.

## Les musiciens
- Lou Reed : chant, Continuum, guitare acoustique
- James Hetfield : guitare, chant
- Kirk Hammett : guitare solo, guitare rythmique sur "Junior Dad"
- Robert Trujillo : basse
- Lars Ulrich : batterie

## Musiciens additionnels
- Sarth Calhoun : électronique
- Gabe Witcher : violon
- Megan Gould : violon
- Jenny Scheinman : violon, alto, arrangements des cordes
- Ron Lawrence : alto
- Jessica Troy : alto sur "Junior Dad"
- Marika Hughes : violoncelle
- Ulrich Maiss : violoncelle sur "Little Dog" et "Frustration"
- Rob Wasserman : Basse Wal sur "Junior Dad"